# Mallika Sarabhai
Mallika Sarabhai, född den 9 maj 1953 i Gujarat i Indien, är en indisk dansare och koreograf (Kuchipudi och Bharata natyam). Hon är också känd från olika arbeten inom teater, TV och film, författarskap och politiskt engagemang.

## Uppväxt och studier
Mallika Sarabhai föddes 1953 i Gujarat som dotter till Vikram Sarabhai och Mrinalini Sarabhai. Studierna genomfördes vid St Xaviers College i hemstaden Ahmedabad, i delstaten Gujarat. År 1974 avlade hon en MBA vid IIM Ahmedabad och en doktorsexamen i organisationsbeteende från Gujarat University

## Film- och danskarriär

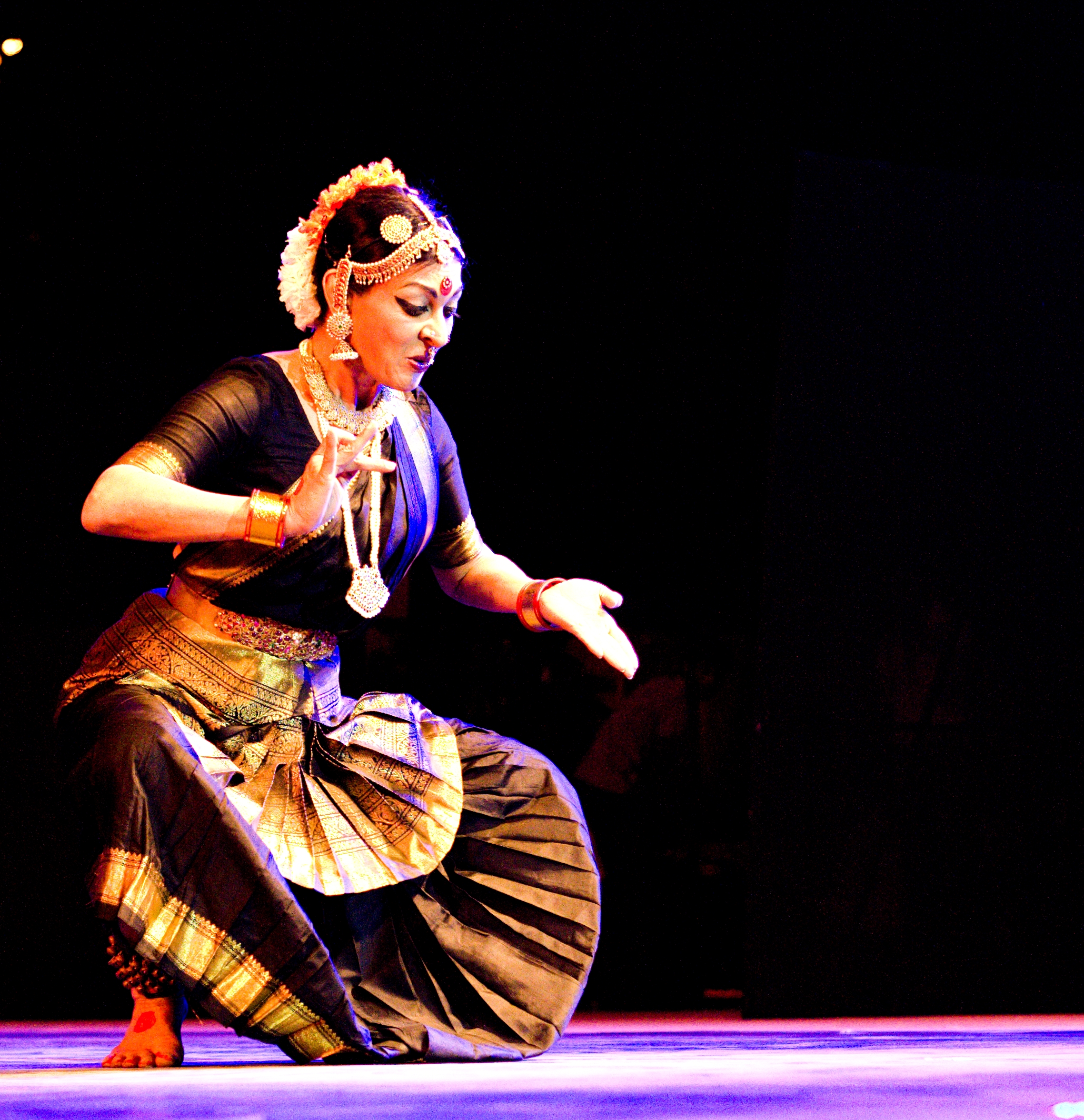
Mallika Sarabhai under ett uppträdande 2011 i Madras.

Att dansa lärde hon sig redan i unga år och sin första roll på film fick hon när hon var 15 år.

## Politisk karriär
Den 19 mars 2009 tillkännagav Mallika Sarabhai att hon kandiderade mot Bharatiya Janata Partys premiärministerkandidat L. K. Advani för Gandhinagar Lok Sabha-platsen, som en oberoende kandidat.

## Utmärkelser
- Crystal Award by World Economic Forum 2008 för hennes arbete för världsfreden genom konst och kultur.[11]
- Theatre Pasta Theatre Awards,2007
- Nominerad som en av 1000 kvinnor för Nobels fredspris 2005 [12]
- Indian for Collective Actions Honour Award,, 2004 [13]
- Kala Shiromani Purskar , Institute of Economic Studies,2004 [13]
- Woman of the Year , Indian Merchants’ Chamber (IMC),2003 [13]
- Knight of the Order of Arts & Letters, Frankrikes regering 2002
- Sangeet Natak Akademi Award for Creative Dance, 2000[13][14]
- Chevalier des Palmes Academiques, Frankrikes regering, 1999 [13]
- Film Critics Award for Best Supporting  Actress, Sheesha, 1984 [13]
- Best Film Actress Award for, "Mena Gurjari", en Gujarati film, av Gujarats regering,1975 [13]
- Film Critics Award for Best Actress, Muthi Bhar Chawal 1974 [13]